# Star Trek (comics)
Pour les articles homonymes, voir Star Trek (homonymie).
 (novembre 2014).
Les séries de comics de Star Trek sont édités en anglais, principalement pour le marché nord-américain. 

## ComicsGold Key Comics

### Série
Star Trek (1967-1973)
--

## ComicsMarvel Comics

### One Shot
Star TrekThe Next Generation (1997)
--
Star TrekFirst Contact (1996)
--
Operation Assimilation (1996)
--
Star Trek/X-Men (1996)
--
Mirror Mirror (1997)
--
Telepathy War (1997)
--
Star Trek/X-Men2d Contact (1996)
Star TrekUntold Voyages (1998)
Star TrekUnlimited (1996)
Marvel Comics Super Special (1977) Marvel Publishing

### Série
Deep Space Nine (1996-1998)
15 volumes
Star Trek Early Voyages (1997-1998)
17 volumes
Star Trek (1980-1981)
18 volumes
Starfleet Academy (1996-1998)
19 volumes
Star Trek Unlimited (1996-1997)
10 volumes
Star Trek Untold Voyages (1998)
5 volumes
Voyager
19 volumes

## ComicsDC Comics

### One Shot
Star Trek IIIThe Search For Spock (1984)
Avec Captain Kirk, Mr. Spock, Dr. McCoy, Scotty, Lieutenant Sulu, Lieutenant Uhura.
Star Trek IVThe Voyage Home (1987)
Avec Captain Kirk, Mr. Spock, Dr. McCoy, Scotty, Lieutenant Sulu, Lieutenant Uhura.
Star Trek VThe Final Frontier (1989)
Avec Captain Kirk, Mr. Spock, Dr. McCoy, Scotty, Lieutenant Sulu, Lieutenant Uhura.
Debt Of Honor (1992)
--
Star Trek VIThe Undiscovered Country (1992)
Avec Captain Kirk, Mr. Spock, Dr. McCoy, Scotty, Lieutenant Sulu, Lieutenant Uhura.
Generations (1994)
Avec Captain Jean-Luc Picard, Commander William T. Riker, Lt. Commander Data, Lt. Commander Geordi La Forge....
The Ashes Of Eden (1995)
--
- Star Trek : La Nouvelle Génération : Gorn Crisis #1 (2000), Kevin J. Anderson, Rebecca Moesta, Igor Kordey

### Série
Divided We Fall (2001)
4 volumes.
The Modala Imperative (1991)
5 volumes.
Star Trek Volume 1 (1984-1988)
59 volumes.
Star Trek Volume 2 (1989-1996)
89 volumes.

## ComicsMalibu Comics

### Série
Star TrekDeep Space Nine (1993-1995)
21 volumes
The Celebrity Series (1995)
2 volumes
Hearts And Minds (1994)
4 volumes
The Maquis (1995)
3 volumes
The Next Generation (1994)
2 volumes

## ComicsIDW Publishing

### Série
Star TrekYear Four (2007) 6 volumes
Star TrekKlingons: Blood Will Tell (2007) 5 volumes
Star TrekThe Next Generation: The Space Between (2007) 6 volumes
Star TrekThe Next Generation: The Last Generation (2008) 5 volumes
Star TrekEnterprise Experiment (2008) part #1-5
Star TrekMirror Images (2008) 4 volumes
Star Trek Year FourThe Enterprise Experiment (2008) 5 volumes
Star TrekThe Next Generation: Intelligence Gathering (2008) 5 volumes
Star TrekCountdown (2008)  4 volumes
Star TrekMissions End (2009) 3 volumes...